# Astragalus karatjubeki
Astragalus karatjubeki es una especie de planta del género Astragalus, de la familia de las leguminosas, orden Fabales.

## Distribución
Astragalus karatjubeki se distribuye por Kazajistán.

## Taxonomía
Fue descrita científicamente por Golosk. Fue publicada en Bot. Mater. Gerb. Bot. Inst. Komarova Akad. Nauk S.S.S.R. 13: 121 (1950).